# 25. leden
25. leden je 25. den roku podle gregoriánského kalendáře. Do konce roku zbývá 340 dní (341 v přestupném roce). Svátek má Miloš.

## Události

### Česko
- 1437 – Zikmund Lucemburský udělil městu Tábor privilegia královského města.
- 1525 – Ve snaze zabránit pronikání reformaci církve z Německa do českých zemí vrátil král Ludvík Jagellonský úřad nejvyššího purkrabího Zdeňkovi Lvu z Rožmitálu.
- 1683 – Karlův most osazen největší barokní sochou, kterou byla socha Sv. Jana Nepomuckého podle návrhu Jana Brokofa
- 1904 – Byla založena Hlávkova nadace.

### Svět
- 0750 – V bitvě u Zábu porazili Abbasidovi rebelové kalifa Marvána II. a svrhli jejich dynastii.
- 1348 – Zemětřesení zničilo rakouské město Villach v jižních Alpách, 5000 mrtvých.
- 1533 – Král Jindřich VIII. si tajně bere druhou ženu Annu Boleynovou.
- 1554 – V Brazílii založili město Sao Paolo, dnes největší město jižní Ameriky.
- 1573 – Bitva u Mikatagahary v Japonsku; Šingen Takeda porazil Tokugawa Iejasu.
- 1776 – anglický chemik Joseph Priestley v přednášce pro Královskou společnost popsal proces dýchání jako vylučování flogistonu z krve; tuto teorii však už o rok později vyvrátil francouzský chemik Antoine Lavoisier.
- 1924 – V Chamonix-Mont-Blanc ve Francii byly zahájeny I. zimní olympijské hry.
- 1942 – Thajsko vyhlásilo válku USA a Velké Británii.
- 1943 – Provedena policejní razie v Marseille. Po ukončení bylo deportováno 40 000 lidí.
- 1971 – Idi Amin převzal moc v Ugandě.
- 1980 – Abú al-Hasan Baní Sadr byl zvolen prvním prezidentem Íránu.
- 1994 – Start sondy Clementine.
- 2001 – Arménie a Ázerbájdžán se staly členy Rady Evropy.
- 2002 – Wikipedie přešla na softwarový systém MediaWiki; tento den je označován jako Magnus Manske Day.
- 2004
  - Vozítko Opportunity přistálo na Marsu.
  - Michail Saakašvili se stal prezidentem Gruzie.

## Narození

### Česko
- 1488 – Jakub z Velkého Hlohova, kněz, františkán slezského původu (* ?)
- 1552 – Pavel Pistorius z Lucka, kněz a spisovatel († 1630)
- 1652 – Pavel Klein, misionář, lékárník, spisovatel a univerzitní rektor na Filipínách († 30. srpna 1717)
- 1743 – Josef Winterhalder, jihomoravský a rakouský malíř († 17. ledna 1807)
- 1786 – Tomáš Josef Povondra, teolog († 27. března 1832)
- 1817 – Antonín Liehm, malíř a pedagog († 27. května 1860)
- 1836 – František Věnceslav Jeřábek, dramatik a básník († 31. března 1893)
- 1841 – Anna Hřímalá, klavíristka, operní pěvkyně a překladatelka († ? 1897)
- 1846 – Karel Slavkovský, klavírista († 16. února 1919)
- 1847 – Franz Martin Schindler, rakouský teolog a politik († 27. října 1922)
- 1865 – Karel Želenský, divadelní herec a režisér († 30. listopadu 1935)
- 1871 – Ferdinand Jirásek, československý politik († 8. srpna 1931)
- 1888
  - Ignác Grebáč-Orlov, československý politik, básník a překladatel († 26. dubna 1957)
  - Karel Kazbunda, historik, archivář a pedagog († 7. června 1982)
- 1892 – Václav Karel Vendl, historik umění († 8. března 1957)
- 1900 – Karel Kácl, profesor lékařské chemie a politik († 8. května 1986)
- 1914 – František Vavřínek, stíhací pilot RAF († 26. července 1978)
- 1917 – Alexandre Kafka, brazilský ekonom, ředitel Mezinárodního měnového fondu († 28. listopadu 2007)
- 1921 – Josef Holeček, kanoista, olympionik, který získal dvě zlaté medaile († 20. února 2005)
- 1934 – Vladimír Burda, český překladatel, publicista, kritik a básník († 23. října 1970)
- 1939 – Luděk Rejchrt, evangelický farář, spisovatel a autor písní
- 1940
  - Alena Hoblová, malířka, kostýmní a scénická výtvarnice
  - Antonín Vítek, vědec a popularizátor vědy († 28. února 2012)
- 1941 – Vítězslava Klimtová, malířka, ilustrátorka, grafička a spisovatelka
- 1943 – Pavel Roman, československý krasobruslař († 31. ledna 1972)
- 1951 – Boris Rösner, herec († 31. května 2006)
- 1954 – Jana Krausová, herečka a výtvarnice
- 1957 – Miloš Makovský, rockový kytarista
- 1967 – Václav Němeček, fotbalista
- 1977 – Robert Hamrla, hokejový brankář a politik
- 1993 – HouseBox, youtuber

### Svět

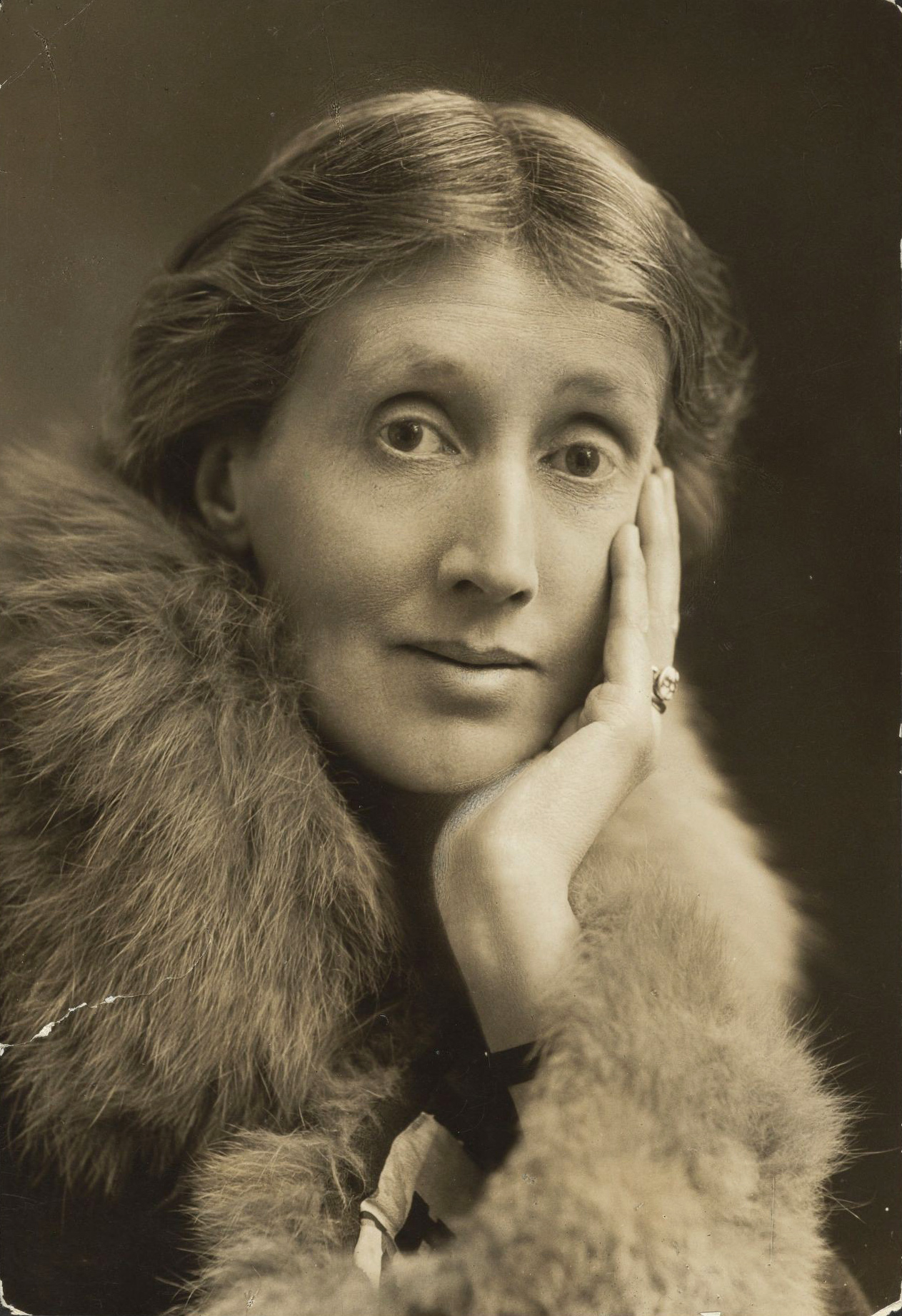
Virginia Woolfová (* 1882)

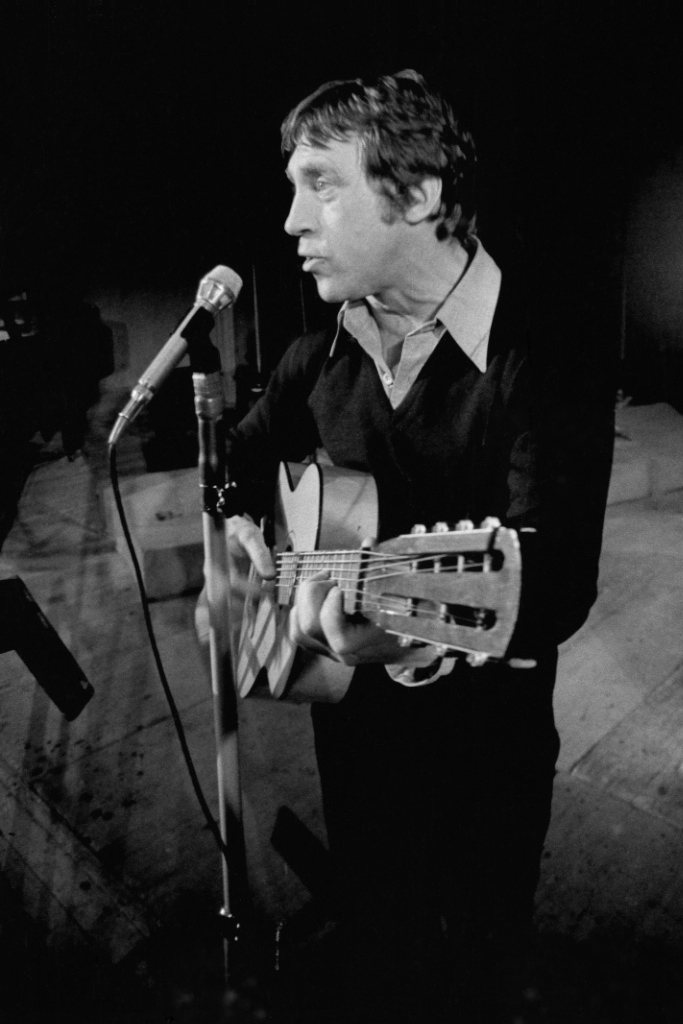
Vladimir Vysockij (* 1938)

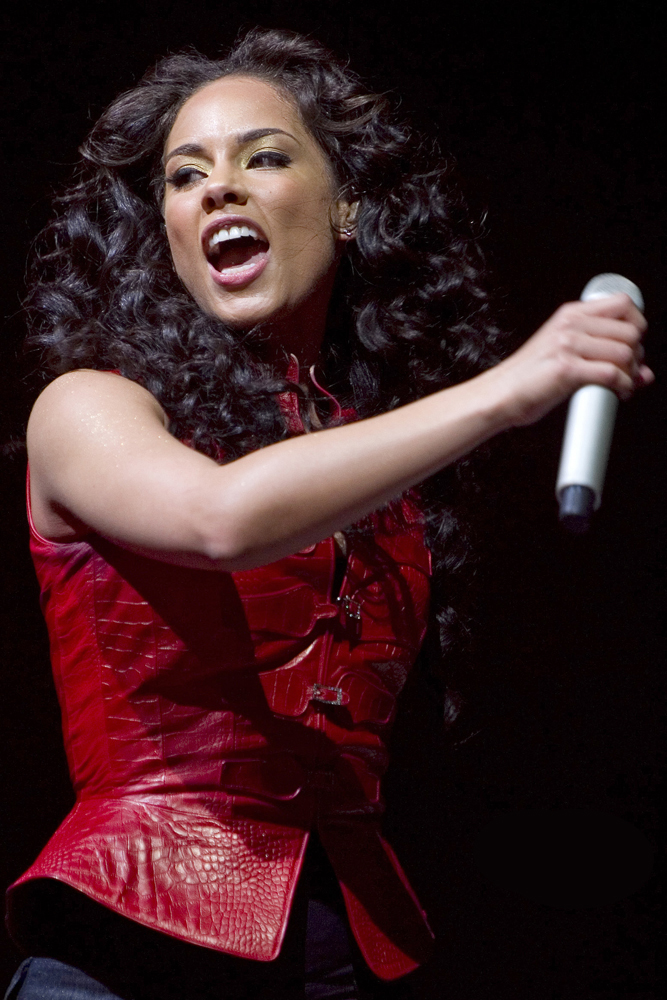
Alicia Keys (* 1981)

- 1493 – Herkules Maxmilián Sforza, milánský vévoda († 4. června 1530)
- 1540 – Svatý Edmund Kampián, anglický kněz, teolog a mučedník († 1. prosince 1581)
- 1567 – Markéta Habsburská, dcera císaře Maxmiliána II. († 5. července 1633)
- 1627 – Robert Boyle, irský přírodovědec a vynálezce († 31. prosince 1691)
- 1630 – Ludvík VI. Hesensko-Darmstadtský, německý šlechtic († 24. dubna 1678)
- 1640 – William Cavendish, 1. vévoda z Devonshiru, anglický státník a šlechtic († 18. srpna 1707)
- 1688 – Juraj Jánošík, slovenský zbojník († 17. března 1713)
- 1736 – Joseph Louis Lagrange, italsko-francouzský matematik a astronom († 10. dubna 1813)
- 1743 – Friedrich Heinrich Jacobi, německý spisovatel a filosof, kritik novověkého racionalismu († 10. března 1819)
- 1759 – Robert Burns, skotský básník († 21. července 1796)
- 1776 – Joseph Görres, německý literární kritik a publicista († 29. ledna 1848)
- 1783 – William Colgate, americký průmyslník († 25. března 1857)
- 1796 – William MacGillivray, skotský ornitolog († 4. září 1851)
- 1815 – Bertha Wehnert-Beckmann, německá fotografka († 6. prosince 1901)
- 1830 – William Leggo, kanadský tiskař a vynálezce († 21. července 1915)
- 1832 – Ivan Ivanovič Šiškin, ruský malíř a grafik († 20. března 1898)
- 1837 – Tomioka Tessai, japonský malíř a kaligraf († 31. prosince 1924)
- 1839 – Frederikke Federspiel, dánská fotografka († 16. června 1913)
- 1841 – John Arbuthnot Fisher, britský admirál († 10. července 1920)
- 1844 – Jekatěrina Breško-Breškovská, ruská revolucionářka († 12. září 1934)
- 1848 – Vilém II. Württemberský, poslední württemberský král († 2. října 1921)
- 1849 – Matylda Marie Rakouská, dcera arcivévody Albrechta Fridricha Rakousko-Těšínského († 6. června 1867)
- 1851 – Arne Garborg, norský spisovatel († 14. ledna 1924)
- 1860
  - Charles Curtis, viceprezident USA († 8. února 1936)
  - Paul Féval mladší, francouzský prozaik († 15. března 1933)
- 1870 – Helge von Koch, švédský matematik († 11. března 1924)
- 1874 – William Somerset Maugham, anglický spisovatel († 16. prosince 1965)
- 1875 – Kukša Oděský, světec Ukrajinské pravoslavné církve († 24. prosince 1964)
- 1882 – Virginia Woolfová, anglická spisovatelka († 28. března 1941)
- 1886 – Wilhelm Furtwängler, německý dirigent a hudební skladatel († 30. listopadu 1954)
- 1887
  - Max Schulze-Sölde, německý malíř († 1. července 1967)
  - Berl Kacnelson, zakladatel dělnického sionismu († 12. srpna 1944)
- 1892 – Takeo Takagi, viceadmirál Japonského císařského námořnictva († 8. července 1944)
- 1894 – Janko Alexy, slovenský spisovatel a malíř († 22. září 1970)
- 1898 – Joachim Wach, německý religionista, orientalista a historik náboženství († 27. srpna 1955)
- 1899 – Paul-Henri Spaak, premiér Belgie, předseda Evropského parlamentu, předseda OSN a generální tajemník NATO († 31. července 1972)
- 1913 – Witold Lutosławski, polský skladatel († 7. února 1994)
- 1917
  - Alexandre Kafka, brazilský ekonom českého původu, ředitel Mezinárodního měnového fondu († 28. listopadu 2007)
  - Ilja Prigogine, rusko-belgický fyzikální chemik a filosof, Nobelova cena († 28. května 2003)
- 1918 – Armin Joseph Deutsch, americký astronom a spisovatel († 11. listopadu 1969)
- 1922 – Luigi Cavalli-Sforza, italský populační genetik († 31. srpna 2018)
- 1923 – Arvid Carlsson, švédský lékař, farmakolog a nobelista († 29. června 2018)
- 1927
  - Jicchak Chofi, izraelský generál a ředitel Mosadu († 15. září 2014)
  - Antonio Carlos Jobim, brazilský kytarista, zakladatel bossa novy († 1994)
- 1928 – Eduard Ševardnadze, ministr zahraničních věcí SSSR a prezident Gruzie († 7. července 2014)
- 1929
  - Benny Golson, americký saxofonista a skladatel († 21. září 2024)
  - Michael Michai Kitbunchu, thajský kardinál
- 1930 – Táňa Savičevová, žákyně žijící v Leningradě, oběť druhé světové války († 1. července 1944)
- 1931
  - Stig Anderson, švédský textař, manažer skupiny ABBA († 12. září 1997)
  - Paavo Haavikko, finský básník a dramatik († 6. října 2008)
- 1933 – Corazon Aquinová, bývalá filipínská prezidentka († 1. srpna 2009)
- 1935 – António Ramalho Eanes, prezident Portugalska
- 1937 – Ange-Félix Patassé, prezident Středoafrické republiky († 5. dubna 2011)
- 1938
  - Etta Jamesová, americká rhythm and bluesová zpěvačka († 20. ledna 2012)
  - Vladimir Semjonovič Vysockij, ruský básník, písničkář a herec († 25. července 1980)
- 1942 – Eusébio, portugalský fotbalista († 5. ledna 2014)
- 1943 – Tobe Hooper, americký filmový režisér
- 1944
  - Paule Constantová, francouzská spisovatelka
  - Bernard Tschumi, francouzský architekt a teoretik architektury
- 1945
  - Philippe Ouédraogo, burkinafaský kardinál
  - Marián Posluch, ministr spravedlnosti Slovenska
  - Dave Walker, britský zpěvák a kytarista
- 1947 – Tostão, brazilský fotbalista
- 1948
  - Chalífa ibn Saíd an-Nahaján, prezident Spojených arabských emirátů († 13. května 2022)
  - Niwattchamrong Bunsongpchajsán, premiér Thajského království
- 1949
  - John Cooper Clarke, anglický punkový básník
  - Paul Nurse, anglický genetik, Nobelova cena 2001
- 1950
  - Jean-Marc Ayrault, předseda vlády Francie
  - Katherine Terrell Švejnarová, americká profesorka ekonomie, manželka Jana Švejnara († 29. prosince 2009)
- 1951 – Steve Prefontaine, americký běžec († 30. května 1975)
- 1955
  - Olivier Assayas, francouzský režisér a scenárista
  - Gunnar Seijbold, švédský nezávislý novinářský fotograf a hudebník († 25. dubna 2020)
- 1956
  - Jozef Chovančík, slovenský motocyklový závodník († 26. listopadu 2005)
  - Terry Chimes, anglický muzikant (The Clash)
- 1958 – Alessandro Baricco, italský romanopisec, dramatik
- 1962 – Chris Chelios, americký lední hokejista
- 1965 – Esa Tikkanen, finský lední hokejista
- 1972 – Brian Lima, samojský ragbista
- 1975
  - Tim Montgomery, americký atlet
  - Mia Kirshner, kanadská herečka a sociální aktivistka
- 1978 – Volodymyr Zelenskyj, prezident Ukrajiny
- 1979 – Michaela Badinková, slovenská herečka
- 1980 – Xavi, španělský fotbalista
- 1981
  - Toše Proeski, makedonský zpěvák a hudební skladatel († 16. října 2007)
  - Alicia Keys, americká zpěvačka R&B
- 1984 – Robinho, brazilský fotbalista
- 1985 – Tina Karol, ukrajinská zpěvačka
- 1987 – Maria Kirilenková, ruská tenistka
- 1988 – Taťána Golovinová, francouzská tenistka

## Úmrtí

### Česko
- 1864 – Johann Georg Lumnitzer, moravsko-slezský evangelický duchovní, pedagog, malíř a rytec (* 31. května 1783)
- 1871
  - Josef Kačer, evangelický kazatel a básník (* 30. března 1802)
  - Albert Nostitz-Rieneck, nejvyšší maršálek Království českého (* 23. srpna 1807)
- 1875 – Leopold Jansa, český houslista, skladatel a hudební pedagog (* 23. března 1795)
- 1879 – Robert Lichnovský z Voštic, kanovník olomoucké kapituly (* 7. listopadu 1822)
- 1886 – Ludvík Šimek, český sochař (* 19. ledna 1837)
- 1892 – Ludwig von Schwarzenfeld, poslanec Českého zemského sněmu (* 25. srpna 1828)
- 1894 – Emil Weyr, český matematik (* 31. srpna 1848)
- 1899
  - Jan Ludevít Procházka, český klavírista a dirigent (* 14. srpna 1837)
  - Antonín Rybička, český historik, archivář a právník (* 30. října 1812)
  - Alois Neruda, český violoncellista (* 20. června 1837)
- 1907 – Václav Radimský, poslanec Českého zemského sněmu, starosta Kolína (* 16. února 1839)
- 1911
  - Alois Kirnig, německo-český malíř a ilustrátor (* 10. června 1840)
  - František Jílek, český dirigent a hudební skladatel (* 16. února 1865)
- 1916 – František Xaver Kryštůfek, teolog, rektor Univerzity Karlovy (* 28. října 1842)
- 1920 – František Norbert Drápalík, opat kanonie premonstrátů v Nové Říši (* 23. září 1861)
- 1929 – František Hergesel, český sochař, restaurátor a malíř (* 8. března 1857)
- 1942 – František Hummelhans, československý politik (* 5. prosince 1873)
- 1947 – Vincenc Charvát, československý legionář a levicový politik (* 13. ledna 1889)
- 1949 – Emil Axman, český hudební skladatel a folklorista (* 3. června 1887)
- 1953
  - Josef Kuška, kněz, generální vikář české části litoměřické diecéze (* 24. února 1873)
  - Marie Ptáková, česká herečka (* 18. ledna 1873)
- 1954
  - Jiří Myron, český herec a režisér (* 7. července 1884)
  - Vojtěch Mastný, československý protikomunistický diplomat (* 18. března 1874)
  - František Stránský, konstruktér (* 20. září 1914)
- 1961 – Eduard Farda, československý hokejový trenér (* 26. prosince 1914)
- 1968 – Jan Hromádka, český geograf (* 18. prosince 1886)
- 1970 – Josef Šulc, herec (* 1. června 1926)
- 1974 – Jan Čep, český spisovatel (* 31. prosince 1902)
- 1976 – Stanislav Maršo, český tvůrce písma, typograf a pedagog (* 23. září 1910)
- 1977 – Jiří Dvořák, český malíř (* 10. dubna 1891)
- 1985 – Jan Vostrčil, kapelník a filmový herec (* 3. prosince 1903)
- 1987 – Emil Hlobil, hudební skladatel (* 11. října 1901)
- 2001 – Jiří Wimmer, český herec a komik (* 21. září 1943)
- 2006 – František Mrázek, kontroverzní český podnikatel (* 1. února 1958)
- 2011 – Jiří Franěk, český novinář a komentátor (* 20. dubna 1944)

### Svět

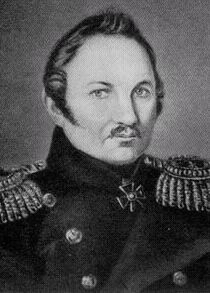
Fabian Gottlieb von Bellingshausen († 1852)

- 0477 – Geiserich, král Vandalů a Alanů (* asi 389)
- 1067 – Jing-cung (Sung), vládce čínské říše Sung (* 16. února 1032)
- 1139 – Geoffroy I. z Lovaně, hrabě z Lovaně a Bruselu (* 1060)
- 1273 – Odo ze Châteauroux, francouzský kardinál a teolog (* 1190)
- 1366 – Jindřich Suso, německý dominikánský mystik (* 21. března 1295)
- 1450 – Antonín z Amandoly, italský katolický světec (* 17. ledna 1355)
- 1494 – Ferdinand I. Ferrante, neapolský král (* 2. června 1423)
- 1559 – Kristián II. Dánský, švédský král (* 1. července 1481)
- 1578 – Mihrimah Sultan, dcera osmanského sultána Suleymana I. (* 21. března 1522)
- 1586 – Lucas Cranach mladší, německý malíř (* 4. října 1515)
- 1690 – Gundakar z Ditrichštejna, rakouský šlechtic (* 9. prosince 1623)
- 1797 – Franz Anton Hillebrandt, rakouský stavitel (* 2. dubna 1719)
- 1844 – Jean-Baptiste Drouet d'Erlon, francouzský generál (* 29. července 1765)
- 1852 – Fabian Gottlieb von Bellingshausen, ruský (estonský) mořeplavec, objevitel Antarktidy (* 20. září 1778)
- 1870 – Victor de Broglie, francouzský politik (* 1. prosince 1785)
- 1871 – Wilhelm Weitling, teoretik komunismu německého původu (* 5. října 1808)
- 1886 – Victor Widmann-Sedlnitzky, předlitavský politik (* 8. září 1836)
- 1891 – Theo van Gogh, bratr malíře Vincenta van Gogha (* 1. května 1857)
- 1892 – Konstantin Nikolajevič Romanov, syn ruského cara Mikuláše I. (* 21. září 1827)
- 1896 – Frederick Leighton, anglický malíř a sochař (* 3. prosince 1830)
- 1900
  - Adléta z Hohenlohe-Langenburgu, šlesvicko-holštýnská vévodkyně a neteř královny Viktorie (* 20. července 1835)
  - Pjotr Lavrov, ruský filozof a sociolog (* 2. června 1823)
- 1907 – René Pottier, francouzský cyklista (* 5. června 1879)
- 1908 – Michail Ivanovič Čigorin, ruský šachista (* 12. listopadu 1850)
- 1909
  - Caleb Walton West, americký politik (* 25. května 1844)
  - Bezmiara Kadınefendi, konkubína osmanského sultána Abdulmecida I. (* 1834)
- 1932 – Pēteris Stučka, lotyšský spisovatel, právník a politik (* 26. července 1865)
- 1935 – Valerian Kujbyšev, bolševický revolucionář (* 6. června 1888)
- 1942 – Gerard Philips, nizozemský fyzik a podnikatel (* 9. října 1858)
- 1945 – Antoni Świadek, polský katolický kněz, mučedník, blahoslavený (* 27. března 1909)
- 1947 – Al Capone, americký gangster (* 17. ledna 1899)
- 1951 – Sergej Vavilov, ruský fyzik a prezident Akademie věd SSSR (* 24. března 1891)
- 1952 – Sveinn Björnsson, prezident Islandu (* 27. února 1881)
- 1967 – Fatma Uliye Sultan, osmanská princezna (* 12. září 1892)
- 1971 – Jiří Haller, bohemista a lexikograf (* 1. ledna 1896)
- 1978 – Skender Kulenović, bosenský spisovatel (* 2. září 1910)
- 1982 – Michail Andrejevič Suslov, sovětský politik (* 21. listopadu 1902)
- 1986 – Heinrich Bacht, německý teolog (* 8. prosince 1910)
- 1987 – Mihrişah Sultan, osmanská princezna (* 1. června 1916)
- 1990 – Ava Gardner, americká herečka (* 24. prosince 1922)
- 1994 – Stephen Cole Kleene, americký matematik a logik (* 5. ledna 1909)
- 2000 – Antoni Adamiuk, polský katolický biskup (* 18. prosince 1913)
- 2004
  - Fanny Blankers-Koenová, nizozemská atletka, čtyřnásobná olympijská vítězka (* 26. dubna 1918)
  - Miklós Fehér, maďarský fotbalista (* 20. července 1979)
- 2005 – Philip Johnson, americký architekt (* 8. července 1906)
- 2010 – Alí Hasan al-Madžíd zvaný „Chemický Alí“, bývalý irácký ministr obrany, ministr vnitra, vojenský velitel a šéf irácké zpravodajské služby (* 30. listopadu 1941)
- 2011 – Daniel Bell, americký publicista a sociolog (* 10. května 1919)
- 2012 – Mark Reale, americký kytarista, člen skupiny Riot (* 7. června 1955)
- 2013 – Rahn Burton, americký jazzový klavírista (* 10. února 1934)
- 2015 – Demis Roussos, řecký zpěvák (* 15. června 1946)
- 2022 – Wim Jansen, nizozemský fotbalista (* 928. října 1946)

## Svátky

### Česko
- Miloš, Milík, Miloň, Milota, Milouš, Milutín
- Amand, Amát
- Cedrik, Sedrik
- Saul
- Šavel
- Taras

Katolický kalendář
- Obrácení sv. Pavla

## Pranostiky

### Česko
- Na svatého Pavla pohoda – jistá Boží úroda, a když sníh neb déšť, to je pro hospodáře zlá zvěst.
- Na Pavla obrácení též i zima se obrátí: buď popustí, nebo zhustí.
- Medvěd na svatého Pavla obrácení obrací se na druhý bok.
- Svatého Pavla obrácení – zimy odvrácení.
- V den obrácení svatého Pavla, když teče voda po silnici, šetřte pro dobytek píci.
- Na svatého Pavla obrácení nechť prší či sníh věje, bída v tomto roce z polí zeje.
- Na svatého Pavla pohoda – jistá Boží úroda; a když sníh neb déšť, to je pro hospodáře zlá zvěst.
- Jasný den Pavla svatého slibuje mnoho dobrého.
- Jasno na den Pavla obrácení přináší hojně božího nadělení.
- Slunce na den Pavla obrácení značí obilíčka rozmnožení.
- Je-li jasný den na Svatého Pavla obrácení, těš se na bohaté posvícení.
- Bude-li na den svatého Pavla vítr vát, budou toho roku na vojnu vojáky brát;
z které strany toho dne věje, z té strany přijdou kupci na obilé.
- V den svatého Pavla když jsou mlhy, bude ten rok mnoho nemocí.
Je-li však ten den jasný, bude úrodný rok.
- Na svatého Pavla obrácení, pakli mlha zem přikryje, mor všemu tvorstvu zvěstuje.

| 25. leden v pražském KlementinuÚdaje jsou platné k 11. 3. 2025. | 25. leden v pražském KlementinuÚdaje jsou platné k 11. 3. 2025. | 25. leden v pražském KlementinuÚdaje jsou platné k 11. 3. 2025. |
| minimum                                                         | denní průměr                                                    | maximum                                                         |
| --------------------------------------------------------------- | --------------------------------------------------------------- | --------------------------------------------------------------- |
| −18,6 °C (1823)                                                 | 1,8 °C (od 1961)                                                | 13,3 °C (1834)                                                  |